# Beyond Magnetic
Beyond Magnetic은 미국 헤비메탈 밴드인 메탈리카의 9번째 정규앨범 《Death Magnetic》에 수록되지 않은 4곡의 미발표곡을 모은 EP로, 메탈리카 결성 30주년 기념공연 시점을 기해 아이튠즈를 통한 유료 다운로드 형식으로 발매했다.
2012년 1월 3일에는 공식홈페이지를 통해 《Beyond Magnetic》EP를 1월 말에 미국과 전세계에 CD형식으로 발매하겠다는 소식을 전했다. 한국 라이센스반에는 〈메탈리카 결성 30주년을 기념하는 의미에서 공개한 EP - BEYOND MAGNETIC〉이라는 제목으로 평론가 한경석의 글이 별지로 첨부되어 있다.

## 수록곡
전체 작사: 제임스 헷필드. 전체 작곡: 제임스 헷필드, 라스 울리히, 커크 해밋, 로버트 트루히요
| #             | 제목                   | 재생 시간 |
| ------------- | ---------------------- | --------- |
| 1.            | 〈Hate Train〉         | 6:59      |
| 2.            | 〈Just a Bullet Away〉 | 7:11      |
| 3.            | 〈Hell and Back〉      | 6:57      |
| 4.            | 〈Rebel of Babylon〉   | 8:01      |
| 총 재생 시간: | 총 재생 시간:          | 29:08     |

## 참여
이 목록은 해당 앨범에서 발췌하였다.
| 메탈리카 - 제임스 헷필드 – 보컬, 리듬 기타, 리드 기타(2) - 라스 울리히 – 드럼 - 커크 해밋 – 리드 기타 - 로버트 트루히요 – 베이스 기타 | 스탭 - 릭 루빈 - 프로듀서 - Greg Fidelman, Mike Gillies - 녹음 - Sara Lyn Killion, Joshua Smith, Adam Fuller – 보조 - Lindsay Chase - 앨범 프로덕션 코디네이터 - Kent Matcke - HQ 앨범 프로덕션 코디네이터 - Q Prime Inc. - 매니지먼트 - Anton Corbijn - 사진 - Ted Jensen – 마스터링 - Vlado Meller(Materdisk) – 마스터링 |

## 참조
- 메탈리카 공식 홈페이지(영문)